# Annam

Francuski protektorat Annam (kolor żółty)

Annam (chiń. 安南; pinyin Ānnán; dosł. „Uspokojone Południe”; wiet. An Nam) − historyczna nazwa związana z Wietnamem. 

## Historia
Nazwa została utworzona w 679 roku przez Chińczyków i dotyczyła prowincji w rejonie Zatoki Tonkińskiej. Nazwa ta była w użyciu do wyzwolenia Wietnamu w 938. Po tym okresie jest spotykana jedynie za granicą jako nazwa całego kraju. 
W XIX w. po objęciu protektoratu nad Indochinami Francuzi w wyniku traktatów z lokalnymi cesarzami reaktywowali nazwę Annam w odniesieniu do tzw. Protektoratu Annam, obejmującego dzisiejszy Wietnam Środkowy.
Nazwa Annam, ze względu na powiązania, najpierw z okupacją chińską, a potem protekcją francuską, ma dla Wietnamczyków wydźwięk pejoratywny i nie jest przez nich używana. Swoją długą karierę zawdzięcza wydanej w 1335 roku, reprezentującej chiński punkt widzenia, historii Wietnamu An Nam Chí Lược autorstwa Lê Tắc.